# Episodi di A cuore aperto (seconda stagione)
La seconda stagione della serie televisiva A cuore aperto, composta da 22 episodi, è stata trasmessa dal canale 
NBC dal 26 ottobre 1983 al 16 maggio 1984.
| nº | Titolo originale          | Titolo italiano | Prima TV USA     | Prima TV Italia |
| -- | ------------------------- | --------------- | ---------------- | --------------- |
| 1  | Ties That Bind            |                 | 26 ottobre 1983  |                 |
| 2  | Lust Et Veritas           |                 | 2 novembre 1983  |                 |
| 3  | Newheart                  |                 | 9 novembre 1983  |                 |
| 4  | Qui Transtulit Sustinet   |                 | 16 novembre 1983 |                 |
| 5  | A Wing and a Prayer       |                 | 23 novembre 1983 |                 |
| 6  | Under Pressure            |                 | 30 novembre 1983 |                 |
| 7  | Entrapment                |                 | 7 dicembre 1983  |                 |
| 8  | All About Eve             |                 | 14 dicembre 1983 |                 |
| 9  | Aids and Comfort          |                 | 21 dicembre 1983 |                 |
| 10 | A Pig Too Far             |                 | 11 gennaio 1984  |                 |
| 11 | Blizzard                  |                 | 18 gennaio 1984  |                 |
| 12 | Hearing                   |                 | 1º febbraio 1984 |                 |
| 13 | In Sickness and in Health |                 | 8 febbraio 1984  |                 |
| 14 | Drana Center              |                 | 15 febbraio 1984 |                 |
| 15 | Attack                    |                 | 22 febbraio 1984 |                 |
| 16 | After Dark                |                 | 29 febbraio 1984 |                 |
| 17 | Vanity                    |                 | 7 marzo 1984     |                 |
| 18 | Equinox                   |                 | 14 marzo 1984    |                 |
| 19 | The Women                 |                 | 28 marzo 1984    |                 |
| 20 | Cramming                  |                 | 2 maggio 1984    |                 |
| 21 | Rough Cut                 |                 | 9 maggio 1984    |                 |
| 22 | Hello, Goodbye            |                 | 16 maggio 1984   |                 |